# Giles Corey
Giles Corey (1612? - 19 de setembro de 1692) foi fazendeiro próspero e membro da Igreja, no início de América colonial, que morreu sob tortura judicial durante os julgamentos das Bruxas de Salém. O nome de seus pais e seus primeiros anos são completamente incertos. Pelo tempo de seu julgamento, era rico o suficiente para ter sua terra. Casou-se duas vezes, a primeira com certa Maria cujo sobrenome é desconhecido e a segunda com Marta Rich (depois de casada, Marta Corey). Além de dois enteados, teve uma filha de sangue.